# 平安道
平安道（へいあんどう、평안도、ピョンアンド）は、李氏朝鮮の行政区分・朝鮮八道の一つ。主要都市の平壌と安州から取って名付けられている。高麗時代から李氏朝鮮初期には西北面と呼ばれており、太宗13年（1413年）に平安道と改名された。1896年に平安北道と平安南道に分割された。東を咸鏡道と接し、南を黄海道と接し、西は黄海に面し、北は中国と国境を接していた。
道の中心は平壌にあり、平壌府が置かれた。

## 「経国大典」による道内地方区分

### 府（長官：府尹）
- 平壌府

### 大都護府（長官：大都護府使）
- 寧辺大都護府

### 牧（長官：牧使）
- 安州牧、定州牧、義州牧

### 都護府（長官：都護府使）
- 江界都護府、昌城都護府、成川都護府、朔州都護府、粛川都護府、亀城都護府

### 郡（長官：郡守）
- 中和郡、祥原郡、徳川郡、价川郡、慈山郡、嘉山郡、宣川郡、郭山郡、鉄山郡、龍川郡、順川郡、熙川郡、理山郡、碧潼郡、雲山郡、博川郡、渭原郡、寧遠郡

### 県（長官：県令）
- 龍岡県、三和県、咸従県、永柔県、甑山県、三登県、順安県、江西県

### 県（長官：県監）
- 陽徳県、孟山県、泰川県、江東県、殷山県

## 出身有名人
- 洪景来（洪景来の乱の首魁）
- 林尚沃（貿易商人）